# Snyderidia
Snyderidia is een monotypisch geslacht van straalvinnige vissen uit de familie van parelvissen (Carapidae).

## Soort
- Snyderidia canina Gilbert, 1905